# Halacarsantia colombiensis
Halacarsantia colombiensis is een pissebed uit de familie Santiidae. De wetenschappelijke naam van de soort is voor het eerst geldig gepubliceerd in 2000 door Wolff & Brandt.